# Mathew Kipkoech Kisorio
Mathew Kipkoech Kisorio (ur. 16 maja 1989 w Kapchumba w Prowincji Wielkiego Rowu) – kenijski lekkoatleta, długodystansowiec.
Kontrola antydopingowa przeprowadzona podczas mistrzostw Kenii w 2012 wykazała obecność u Kisorio niedozwolonych środków za co ukarano go dwuletnią dyskwalifikacją (do 10 lipca 2014).
Lekkoatletykę uprawiał jego ojciec Some Muge, także młodsi bracia Kisorio – Peter Some i Nicholas Togom są biegaczami długodystansowymi.

## Osiągnięcia
- złote medale w biegach na 5000 i 10 000 metrów podczas mistrzostw Afryki juniorów (Wagadugu 2007)
- 5 medale mistrzostw świata w biegach przełajowych :
  - Mombasa 2007 - w kategorii juniorów brąz indywidualnie oraz złoto w drużynie
  - Edynburg 2008 - w kategorii juniorów złoto w drużynie
  - Amman 2009 - w kategorii seniorów złoto w drużynie
  - Punta Umbría 2011 – w kategorii seniorów złoto w drużynie
- srebrny medal mistrzostw świata juniorów (bieg na 5000 m, Bydgoszcz 2008)

## Rekordy życiowe
- bieg na 5000 metrów – 12:57,83 (2010)
- bieg na 10 000 metrów – 26:54,25 (2011)
- półmaraton – 58:46 (2011)